# Madita
Edita Malovčić (lepiej znana pod pseud. Madita, ur. 1978 roku w Wiedniu) – austriacka aktorka i piosenkarka. Odkąd skończyła 4 lata chciała być piosenkarką. Uczęszczała do szkoły muzycznej, jak sama mówi, pierwszym instrumentem, którego nauczyła się używać był jej głos, później przyszła kolej na pianino, na którym komponowała swoje pierwsze utwory i gitarę klasyczną.
Zadebiutowała na „Gran Riserva” duetu Dzihan & Kamien w 2002 r. Współpraca tych muzyków nie skończyła się z tym wydawnictwem bowiem producent i multiinstrumentalista Vlado Dzihana nie tylko zakochał się w głosie i artystycznej wrażliwości Madity, ale również w niej samej. I to z wzajemnością. 
Wspólna praca Vlado Dzihana i Madity zaowocowała do tej pory dwiema płytami: debiutancką „Madita” z 2005 roku i „Too” z 2008 r.

## Dyskografia
- 2006: Madita
- 2008: Too
- 2010: Pacemaker

## Filmografia
- 2005: Tatort - Schneetreiben jako Katja Weiss
- 2003: Kaltfront jako Sandra
- 2003: Żelary jako Marie Gorcíková
- 2001: Ermittler, Der jako Angela Radek
- 2001: SOKO Kitzbühel jako Ute Beck
- 2001: Berlin Is In Germany jako Ludmila
- 2000: Briefbomber, Der jako Bahr
- 1999: Nordrand jako Tamara
- 1999–2003: Julia - Eine ungewöhnliche Frau
- 1998: Medicopter 117 jako Stella Cortini-Berger
- 1994–2004: Komisarz Rex jako Michelle Lang